# Отелін Олександр Анатолійович
Отелін Олександр Анатолійович – видатний науковець, анатом, професор, автор підручників з анатомії, представник Харківської школи анатомів, учень видатного анатома В. П. Воробйова .

## Життєпис
Народився О. А. Отелін 31 грудня 1904 році у м. Тульчин Брацлавського повіту Подільської губернії (нині районний центр Вінницької області). Закінчив двокласне міністерське народне училище. У жовтні 1923 році за направленням вступив на робітничий факультет у Харкові. У 1925 році вступив до 1-го Харківського медичного інституту. Під час навчання, починаючи з  1-го курсу, працював препаратором-інструктором кафедри анатомії, якою керував професор В. П. Воробйов. У 1930 році закінчив навчання в інституті.
За розподілом, у 1930 році  О. А. Отелін приїхав до міста Вінниці на посаду директора Вінницького фармацевтичного інституту . Одночасно працював асистентом кафедри анатомії Вінницького фармацевтичного інституту.
У 1932 р. О. А. Отелін звільнився з посади директора Вінницького фармацевтичного інституту і вступив до аспірантури кафедри нормальної анатомії Харківського медичного інституту, де навчався до 1933 р. Одночасно працював асистентом Харківського медичного інституту та з 1934 р. – у морфологічному відділенні новоствореного Всеукраїнського інституту експериментальної медицини .
Під керівництвом свого учителя, Володимира Петровича Воробйова, оволодів методами макро- і мікроскопії. У співпраці з В. П. Воробйовим та іншими науковцями О. А. Отеліна брав участь у створенні перших радянських підручників з анатомії та анатомічного атласу (5 томів). Написав два розділи “Мышцы туловища” (т. 2), “Ухо” (т. 5), до яких додав численні мікрофотографії анатомічних препаратів, виготовлених ним особисто . Разом з В. П. Воробйовим, О. А. Отелін був співавтором другого тому видання “Краткий учебник анатомии человека” (1936), а саме написав розділи “Ухо”, “Гортань”, “Образование шейного, плечевого, тазового сплетений” . У 1938 р. захистив кандидатську дисертацію на тему: “Железы кожи наружных половых органов мужчины” .
Упродовж 1938–1941 рр. Олександр Анатолійович працював доцентом у 1-му Харківському медичному інституті. Під час Другої світової війни у 1941 р. разом з інститутом евакуювався у м. Чкалов (нині м. Оренбург, РФ) .
У  1941–1945 рр. працював на посаді професора та виконував обов’язки завідувача кафедри нормальної анатомії 1-го Харківського медичного інституту. Тут О. А. Отелін займався створенням при кафедрі анатомічного музею, на матеріалах якого навчалося кілька поколінь майбутніх лікарів. За це був нагороджений Почесною грамотою Президії Верховної Ради УРСР. Упродовж 1944–1945 рр. за сумісництвом працював завідувачем кафедри анатомії Харківського стоматологічного інституту.
У 1943 р. захистив докторську дисертацію на тему “Железы кожи человека”. У 1944 р. отримав вчене звання професора.
У 1945 р. О. А. Отелін працював у Львівському медичному інституті  спочатку завідувачем (1945–1946), згодом професором (1946–1948) кафедри нормальної анатомії.
В цей час працював за сумісництвом – професором кафедри анатомії Львівського університету (1946–1949) а з вересня 1948 р. тимчасово виконував обов’язки завідувача кафедри анатомії Львівського державного інституту фізичної культури.
У 1949 р. Олександр Анатолійович повернувся до Вінниці почав працювати на посаді завідувача кафедри нормальної анатомії Вінницького медичного інституту.
У 1951 р. переведений на посаду завідувача кафедри нормальної анатомії Кишинівського медичного інституту .
У 1954–1966 рр. О. А. Отелін працював завідувачем кафедри анатомії Курського державного медичного інституту. Впродовж 1954–1964 рр. під його керівництвом співробітники кафедри виконали 4 кандидатські дисертації, опублікували понад 40 наукових праць .
У 1966 р. приїхав до м. Кемерово на запрошення ректора медичного інституту. Впродовж 26 жовтня 1966 р. – 10 травня 1969 р. очолював нейрогістологічну міжкафедральну лабораторію Кемеровського медичного інституту . Завдяки професору О. А. Отеліну на кафедрі активізувалася наукова діяльність. Він керував навчанням двох аспірантів: Л. І. Журавльова з 1967 р. та Е. Є. Уварова з 1968 р. . У місті Кемерово Ю. Г. Бердников, лікар за фахом і майстер екслібрису, створив для Отеліна книжковий знак, на якому зобразив силуетний портрет О. А. Отеліна серед книг та мікроскоп на його робочому столі .    
Після виходу на пенсію Олександр Анатолійович працював консультантом в одній із лабораторій Інституту фізіології ім. І. П. Павлова Академії наук СРСР у м. Санкт-Петербург . Брав участь у з’їздах, конференціях і симпозіумах.
Олександр Анатолійович підготував 11 кандидатів та 3 докторів наук, автор близько 100 наукових праць, у т. ч. 3-х монографій, декількох розділів у підручнику й атласі анатомії людини за редакцією академіка В. П. Воробйова .    
Протягом багатьох років Олександр Анатолійович був членом Правління Всесоюзного товариства анатомів, гістологів, ембріологів, головою низки відділень цього товариства .
Помер 20 лютого 1981 р. після у м. Ленінград . Його син, за прикладом батька, став дослідником. Отеллін Володимир Олександрович - професор, доктор медичних наук, російський вчений-гістолог, член-кореспондент Російської академії наук .
Напрями досліджень науковця: макро- та мікроскопічне вивчення взаємовідношень нервових елементів, судин і залоз шкірного покриву, слизових оболонок тіла людини; дослідження іннервації кісток, окістя, кісткового мозку, впливу пошкоджень кісткових нервів на розвиток патологічних змін у кістках; вивчення онтогенезу периферичних ланок шкірного і рухового аналізаторів; питання гістофізіології тілець Фатера–Пачіні .

## Наукові роботи
- "Взаємовідношення потових та сальних залоз і регіонарне їх розповсюдження" (доповідь, 1937)
- "Железы кожи наружных половых органов мужчины" (кандидатська дисертація, 1938)
- "Железы кожи человека" (докторська дисертація, 1943)
- "Материалы к макромикроскопии вегетативной нервной системы и желез слизистых оболочек и кожи" (монографія, 1948)
- "Морфологические нарушения иннервации костного мозга в начальных фазах острой лучевой болезни" (1962)
- "Некоторые возрастные особенности иннервации кожи лица" (1962)
- "Иннервация скелета человека" (монографія, 1965)
- "Тельце Фатер-Пачини. Структурно-функциональные особенности" (монографія, 1976) [3]